# Subjektiver Wahrscheinlichkeitsbegriff
Der subjektive Wahrscheinlichkeitsbegriff versteht Wahrscheinlichkeit als Maß für die Sicherheit der persönlichen Einschätzung eines Sachverhaltes. Diese Sichtweise steht damit im Gegensatz zu den objektivistischen Wahrscheinlichkeitsbegriffen wie Determinismus, Propensität oder Frequentismus, bei denen Wahrscheinlichkeit entweder Ausdruck eines Messfehlers oder prinzipieller physikalischer Eigenschaften der Welt darstellt.

## Bayesscher Wahrscheinlichkeitsbegriff
Die wichtigste Strömung des wahrscheinlichkeitstheoretischen Subjektivismus ist die bayessche Wahrscheinlichkeitstheorie. Ähnlich wie beim Wetten kann die persönliche Sicherheit als Quotenverhältnis dargestellt werden. Ohne Vorwissen sind Hypothese und Alternative gleich wahrscheinlich (Indifferenzprinzip: p=0,5). Kann aus vorhandenem Vorwissen, z. B. durch vorangegangene Experimente, eine A-priori-Wahrscheinlichkeit geschätzt werden, wird dieses Wissen mittels der bayesschen Statistik in die Berechnung der Wahrscheinlichkeit einbezogen. Die A-priori-Wahrscheinlichkeiten können aber ebenso aufgrund von Expertenwissen oder Intuition geschätzt werden.

## Wahrscheinlichkeitsbegriff von de Finetti
Bruno de Finetti erweiterte den bayesschen Ansatz. Danach ist Wahrscheinlichkeit stets Ausdruck unserer unzureichenden Information.
Sowohl der bayessche Begriff als auch der Ansatz von de Finetti erlauben es, Wahrscheinlichkeit unabhängig von objektiv vorhandenem Zufall zu sehen. Damit können auch Aussagen wie „Auf dem Mars gab es früher Leben“ als Wahrscheinlichkeitsaussagen behandelt werden, im Gegensatz zu den objektivistischen Ansätzen (wie etwa die Kopenhagener Deutung), die von einer physikalischen Gesetzmäßigkeit ausgehen, die mit einer Tendenz (Propensität) zu einem bestimmten Ergebnis führt.
Frequentistische Ansätze können diese Bewertung nur dann leisten, wenn die Möglichkeit zum wiederholten Experiment besteht. Allerdings wird in der subjektivistischen Wahrscheinlichkeitsauffassung das Symmetrieprinzip abgelehnt, da ein Experiment in Wirklichkeit nie exakt wiederholbar ist.